# Vladislav Boïarintsev
Vladislav Boïarintsev (né le 31 octobre 1994) est un sauteur à ski russe.

## Palmarès

### Championnats du monde
| Épreuve / Édition | Épreuve / Édition | Falun 2015 |
| Petit Tremplin    | Petit Tremplin    | 45e        |
| Grand Tremplin    | Grand Tremplin    | -          |
| Par équipes       | PT                | -          |
| Par équipes       | GT                | -          |

### Coupe du monde
- Meilleur résultat individuel : 14e.
- Meilleur classement général : 47e en 2015.